# Diócesis de Dibrugarh
La diócesis de Dibrugarh (en latín: Dioecesis Dibrugarhensis y en inglés: Roman Catholic Diocese of Dibrugarh) es una circunscripción eclesiástica de la Iglesia católica en India. Se trata de una diócesis latina, sufragánea de la arquidiócesis de Guwahati. Desde el 15 de febrero de 2021 su obispo es Albert Hemrom.

## Territorio y organización
La diócesis tiene 26 192 km² y extiende su jurisdicción sobre los fieles católicos de rito latino residentes en el estado de Assam en los distritos de: Tinsukia, Dibrugarh, Sivasagar, Jorhat y Golaghat.
La sede de la diócesis se encuentra en la ciudad de Dibrugarh, en donde se halla la Catedral del Sagrado Corazón.
En 2021 en la diócesis existían 37 parroquias.

## Historia
La diócesis fue erigida el 12 de julio de 1951 con la bula Ad christianam plebem del papa Pío XII, obteniendo el territorio de la diócesis de Shillong (hoy arquidiócesis de Shillong). Originalmente era sufragánea de la arquidiócesis de Calcuta.
El 16 de enero de 1964 cedió una parte de su territorio para la erección de la diócesis de Tezpur mediante la bula Fidei catholicae del papa Pablo VI.
El 26 de junio de 1969 se convirtió en sufragánea de la arquidiócesis de Gauhati-Shillong.
El 29 de enero de 1973 cedió otra parte de su territorio para la erección de la diócesis de Kohima-Imphal (hoy dividida en la diócesis de Kohima y la arquidiócesis de Imphal) mediante la bula Christi iussum del papa Pablo VI.
El 10 de julio de 1995 pasó a formar parte de la provincia eclesiástica de la arquidiócesis de Guwahati.
El 7 de diciembre de 2005 cedió otra porción de su territorio para la erección de la diócesis de Miao mediante la bula Pastorale munus del papa Benedicto XVI.

## Estadísticas
Según el Anuario Pontificio 2022 la diócesis tenía a fines de 2021 un total de 134 855 fieles bautizados.
| Año                                                                             | Población            | Población | Población      | Sacerdotes | Sacerdotes    | Sacerdotes    | Bautizados por sacerdote | Diáconos permanentes | Religiosos | Religiosos | Parroquias |
| Año                                                                             | Bautizados católicos | Total     | % de católicos | Total      | Clero secular | Clero regular | Bautizados por sacerdote | Diáconos permanentes | Varones    | Mujeres    | Parroquias |
| ------------------------------------------------------------------------------- | -------------------- | --------- | -------------- | ---------- | ------------- | ------------- | ------------------------ | -------------------- | ---------- | ---------- | ---------- |
| 1969                                                                            | 58 291               | 3 487 000 | 1.7            | 41         | 11            | 30            | 1421                     |                      | 34         | 121        | 14         |
| 1980                                                                            | 63 420               | 3 834 000 | 1.7            | 34         | 14            | 20            | 1865                     |                      | 21         | 98         | 18         |
| 1990                                                                            | 88 670               | 5 076 500 | 1.7            | 77         | 45            | 32            | 1151                     |                      | 41         | 156        | 32         |
| 1999                                                                            | 156 849              | 6 500 000 | 2.4            | 98         | 50            | 48            | 1600                     |                      | 70         | 235        | 30         |
| 2000                                                                            | 164 482              | 6 742 000 | 2.4            | 118        | 62            | 56            | 1393                     |                      | 78         | 263        | 30         |
| 2001                                                                            | 167 771              | 7 416 200 | 2.3            | 114        | 58            | 56            | 1471                     |                      | 74         | 256        | 30         |
| 2004                                                                            | 175 680              | 7 720 211 | 2.3            | 122        | 62            | 60            | 1440                     |                      | 74         | 260        | 30         |
| 2005                                                                            | 100 000              | 6 063 761 | 1.6            | 81         | 66            | 15            | 1234                     |                      | 8          | 240        | 29         |
| 2006                                                                            | 101 000              | 6 125 000 | 1.6            | 109        | 60            | 49            | 926                      |                      | 64         | 245        | 29         |
| 2013                                                                            | 114 172              | 6 724 000 | 1.7            | 114        | 63            | 51            | 1001                     |                      | 102        | 293        | 34         |
| 2016                                                                            | 117 236              | 6 989 000 | 1.7            | 131        | 69            | 62            | 894                      |                      | 126        | 309        | 37         |
| 2019                                                                            | 120 298              | 7 227 195 | 1.7            | 143        | 73            | 70            | 841                      |                      | 136        | 310        | 42         |
| 2021                                                                            | 134 855              | 7 230 445 | 1.9            | 157        | 80            | 77            | 858                      |                      | 153        | 322        | 37         |
| Fuente: Catholic-Hierarchy, que a su vez toma los datos del Anuario Pontificio. |                      |           |                |            |               |               |                          |                      |            |            |            |

## Episcopologio
- Oreste Marengo, S.D.B. † (12 de julio de 1951-6 de julio de 1964 nombrado obispo de Tezpur)
- Hubert D'Rosario, S.D.B. † (6 de julio de 1964-26 de junio de 1969 nombrado obispo de Gauhati-Shillong)
- Robert Kerketta, S.D.B. † (21 de mayo de 1970-24 de octubre de 1980 nombrado obispo de Tezpur)
- Thomas Menamparampil, S.D.B. (19 de junio de 1981-30 de marzo de 1992 nombrado obispo de Guwahati)
  - Sede vacante (1992-1994)
- Joseph Aind, S.D.B. (11 de noviembre de 1994-15 de febrero de 2021 retirado)
- Albert Hemrom, por sucesión el 15 de febrero de 2021